# 瀬乃ひなた
瀬乃 ひなた（せの ひなた、1995年12月9日 - ）は、日本の元AV女優。マインズに所属していた。

## 略歴・人物
2016年に「ひより葉音（ひより はのん）」としてAVデビュー。所属事務所はウェーブプロモーション。
2016年12月に所属事務所をマインズに移し「瀬乃ひなた」に改名。
2019年3月21日、「SOD AWARD2019」においてBest of 接客賞受賞。
2021年9月12日、自身のTwitterにて同年9月いっぱいでマインズを退所する事を発表。
2024年３月、自身のtwitchでゲーム配信者としてデビューする。

## 出演作品

### アダルトDVD
2016年
- 質屋娘 vol.2 お金に困った女の子をAV好きの質屋が口説いてSODに連れてきた!（9月22日、SODクリエイト）※「るか」名義

2017年
- マジックミラー号 黒パンスト美脚OL限定! PART2 辱めスマタで感じちゃうスケベな美脚OLの破けたパンストからデカチ○ポをまんぐり挿入!! in丸の内（3月18日、SODクリエイト）
- OL切り裂き痴漢（3月19日、アパッチ）
- お兄ちゃんの交際を全力の中出しで阻止する妹（4月13日、本中）
- リアル素人縁結び企画 憧れの同僚社員とデキるかな? お節介すぎるほどお世話します!二人っきりにさせて生盗撮 2（5月10日、ホットエンターテイメント）
- 電マ振動10倍 アイアンパンツ 拘束イカセ声我慢（7月13日、はじめ企画）
- JKコスプレ見学倶楽部の特殊なサービス（7月20日、Mr.michiru）
- 介護士専門学校に通う一見真面目そうな女の子‥ 実はとってもHな変態腐女子でした!（8月8日、ケートライブ）※「ひより」名義
- 密着洗体マッサージ 盗撮・本番禁止店だから燃える 中出しマニアの強引な手口 一部始終!（8月24日、Mr.michiru）
- 妹夜這いスペシャル 種付け近親相姦 お兄ちゃんの精子で孕んでくれ! 妹・特盛6人!ボリューム♥大増240分!!（9月1日、Mr.michiru）※AV OPEN 2017 乙女部門エントリー作品
- ムチムチ 神ブルマ（10月19日、親父の個撮）※「ひなた」名義
- 兄ちゃんだけのアイドルだよ♡ アイドル志望の妹とコスプレ中出しSEX! イキっぱなしのエロエロマ○コ!（10月24日、ケートライブ）
- 妄想アイテム究極進化シリーズ 真・時間が止まる腕時計 パート9 黒パンストOL限定! SEXマネキンチャレンジ編（12月7日、ROCKET）

2018年
- 未知の快感に何度も エビ反りイキさせられて恥じらいSEX! 学校帰りのうぶな女子○生に新作のオモチャのモニターになって下さいと声をかけ初めての大人のオモチャ体験（2月22日、アイエナジー）
- マジックミラー号 田舎からやってきた修学旅行生10名 未成年には過激な保健体育の特別講義でキツキツおま○こに挿入! 汚れなき10代乙女の顔に精子をダラっと発射! 2 10人中10人挿入成功!（3月21日、SODクリエイト）※「ひなた」名義
- 代々木で見つけたミニマムで無垢なお嬢さんに18cmメガチ○ポを素股してもらったらこんなヤラしい事になりました。（4月12日、アイエナジー）
- ぬるぬるオマ○コでぐちょぐちょ電マ責め!超敏感お嬢さんがイっても止めずにケイレン絶頂で、ほぼ気絶レベル（4月12日、アイエナジー）
- えっちな女子○生の淫語かたりかけぐちゅぐちゅ連続絶頂スク水オナニー（4月26日、アイエナジー）
- 小悪魔女子の馬乗りスタイルマッサージ店の生パンティー越しのマ○コの温もりがあまりにも気持ち良すぎると話題に。（6月13日、アロマ企画）
- オカルト研究部のすぺるまちっくな実験 ザーメン狂の女王降臨!? ボクは何度も射精（イカ）されまくる!!（6月13日、アロマ企画）
- 淫語かたりかけ自画撮りぐちゅぐちゅ連続絶頂指オナニー 4（6月21日、アイエナジー）
- 新入社員限定 固定バイブ だるまさんが転んだ 8（7月13日、はじめ企画）
- 「もうイカせて、お願い!」 執拗な連続絶頂寸止め責めで快楽堕ちした女はイキたい衝動に煽られ自らチ○ポを求めエビ反り騎乗位で痙攣イキする!（7月20日、DOC）
- 5名GET!! ガチンコ中出し!顔出し!人妻ナンパ in 有明（8月30日、ビッグモーカル）
- ブルマ穿いてるし全然OK! 教室で着替えるクラスメイトが、パンチラ防止のブルマと体操着姿になって「男の子ってこういうの好きでしょ?」と聞かれた日にはやるしかない。（10月25日、SWITCH）
- 妄想アイテム究極進化シリーズ 男女7人入れ替わりシェアハウス イレカエ荘物語（10月25日、ROCKET）
- ソソるウブ黒パンスト新人女子社員 社内集団セクハラ痴漢（10月25日、SOSORU×GARCON）
- 体育館近くの女子トイレはエッチ目的の隠れビッチの性欲処理場だった! 漏れる!と、駆け足で駆け込んだ先は女子トイレだった!間違えてしまったが何やら隣からエッチな声が。男子が女子にフェラをさせている!そのままイってしまった男子たち。しかしそれに物足りない女子は…（11月19日、お夜食カンパニー）
- 常に乳首責めハーレムエステ（12月20日、アイエナジー）

2022年
- 素人トーキョー No.05 円光女子校生に生ハメ中出し!（6月28日、素人トーキョーH.S./妄想族）

### VR
2018年
- やってみたかった!妄想シリーズ VRで僕も開業!セクハラクリニック 今日はJ○健康診断（1月26日、ROCKET）
- 純真無垢な制服美少女9人とハーレム学園生活 ウブっ子たちの真っ白なパンティの匂いをリアルに感じる312分 超ド迫力でパンティを楽しむノーモザイクVR（10月13日、無垢）
- VR発情女子○生 クソ狭い車内でイヤラシイ身体を貪り合い肉食系カーセックスしまくりました 素人女子○生01ひなた（10月26日、VR総研9課）※「ひなた」名義
- 女子社員酒場VR 秋葉原駅昭和通り口から徒歩15秒! 絶賛話題沸騰中! 噂の行列の出来る立ち飲み屋! 【バーチャル】と 【リアル】の融合! 実際に出勤しているSOD女子社員とVRでヤれる! 会ってからヤるか?ヤってから会うか!?（12月20日、SODクリエイト）
- VR 女子♥生のくちゅくちゅ つばたらし（12月21日、VR総研9課）
- VR 女子♥生のみせつけ おしりの穴（12月21日、VR総研9課）
- VR 女子♥生のぷるぷる おっぱい（12月21日、VR総研9課）
- VR 女子♥生のまるみえ パンティー（12月21日、VR総研9課）

## 出演

### WEBテレビ
- 指原莉乃&ブラマヨの恋するサイテー男総選挙 #21（2017年9月12日、AbemaTV）
- 全裸監督2（2021年6月24日 全話配信、Netflix） 1話、2話
- あしたのSHOW（2020年5月19日、あしたのSHOWPowered by HIGHBEAM8）アシスタント[4]

### 映画
- アノコノシタタリ（2019年8月25日、オーピー映画）[5] - 木下優里 役